# Shake It Up: Break It Down
Shake It Up: Break It Down (w Europie znany jako Shake It Up: Dance Dance) – ścieżka dźwiękowa Disney Channel do serialu telewizyjnego - Taniec rządzi. Został wydany 12 lipca 2011 roku na 2 płyty CD + DVD combo z DVD pokazujący kroki taneczne. Zajął 22 miejsce na amerykańskiej liście Billboard 200. W Meksyku album znalazł się na 65 miejscu. Następnym albumem jest "Shake It Up: Live 2 Dance", który został wydany w dniu 20 marca 2012 roku.

## Single
1. "Shake It Up" (Selena Gomez) - 3:01

2. "Breakout" (Margaret Durante) - 2:59

3. "Not Too Young" (Chris Trousdale i Nevermind) - 2:55

4. "School's Out" (Kyra Christiaan) - 2:34

5. "Watch Me" (Margaret Durante) - 2:55

6. "All The Way Up" (Alana de Fonseca) - 3:30

7. "We Right Here" (Drew Ryan Scott) - 3:11

8. "Dance For Life" (Adam Hicks i Drew Seeley) - 2:55

9. "Twist My Hips" (Tim James i Nevermind) - 2:56

10. "Roll The Dice" (Marlene Strand) - 2:58

11. "Just Wanna Dance" (Geraldo Sandell i Ricky Luna) - 3:07

12. "Our Generation" (Sibel Redzep) - 4:15

13. "All Electric" (Anna Margaret i Nevermind) - 3:07

14. "Watch Me" (Bella Thorne i Zendaya) - 2:55

15. "It's Alive" (Nayana Holley) - 3:21

16. "Bling Bling" (Windy Wagner) - 2:37

## Wykaz utworów na DVD
1. "Shake It Up Break It Down DVD Menu" - 0:31

2. "Shake It Up Break It Down Introduction" - 0:40

3. "School's Out" - 10:14

4. "Watch Me" - 11:40

5. "Breakout" - 10:50

6. "Not Too Young" - 11:40

7. "Shake It Up" - 11:46

8. "End Credits [Shake It Up Break It Down]" - 0:33

## Listy przebojów
| Lista (2011)                   | Najwyższa pozycja |
| ------------------------------ | ----------------- |
| Mexican Album Charts           | 65                |
| U.S. Billboard 200             | 22                |
| U.S. Billboard Top Soundtracks | 1                 |
| U.S. Billboard Kid Albums      | 1                 |